# 1943 год в театре
1943 год в театре

## Знаменательные события
- 20 октября — официальное открытие Школы-студии МХАТ

## Персоналии

### Родились
- 28 января — Михаил Николаевич Пташук, народный артист Республики Беларусь.
- 28 января — Александр Сергеевич Пашутин, советский и российский актёр театра и кино, народный артист России.
- 28 января — Флорина Керсель, румынская актриса театра и кино.
- 17 февраля — Раиса Степановна Недашковская, советская и украинская актриса театра и кино, народная артистка Украины.
- 1 апреля — Пётр Петрович Зайченко, актёр театра и кино, заслуженный артист России (1998)
- 25 июня — Владимир Алексеевич Толоконников, советский и казахский актёр театра и кино, заслуженный артист Казахстана, лауреат Государственной премии СССР.
- 27 июля — Анастасия Валентиновна Вознесенская, советская и российская актриса театра и кино, народная артистка России.
- 28 июля — 
  - Вертинская, Марианна Александровна, советская и российская актриса театра и кино, заслуженная артистка России.
  - Шинкарук, Владимир Иванович, советский и украинский актёр. Народный артист Украины.
- 12 августа — Леонид Сметанников, российский оперный певец, лирический баритон, народный артист СССР (1987).
- 13 августа — Азат Гаспарян, советский и армянский актёр театра и кино.
- 18 сентября — Вера Александровна Ивлева, советская и российская актриса театра и кино.
- 5 октября — Инна Чурикова, советская и российская актриса театра и кино, народная артистка СССР.
- 19 октября — Виктор Борисович Семеновский, советский и российский актёр театра и кино.
- 21 октября — Елена Всеволодовна Санаева, советская и российская актриса театра и кино, заслуженная артистка РСФСР.
- 31 декабря — Кришна Пандит Бханджи, известный под псевдонимом Бен Кингсли, британский актёр театра, кино и телевидения.

### Скончались
- 27 февраля — Александр Леонидович Вишневский, российский и советский актёр театра и кино, один из создателей Московского Художественного театра, Герой Труда, заслуженный деятель искусств РСФСР.
- 16 апреля — Карлос Арничес-и-Баррера, испанский писатель, либреттист и драматург.
- 25 апреля — Владимир Немирович-Данченко, русский драматург и режиссёр, народный артист СССР (1936).
- 11 июля в Париже — Вера Трефилова, русская балетная танцовщица и педагог.
- 24 августа — Мария Петровна Лилина, российская и советская театральная актриса, актриса МХТ, народная артистка РСФСР (1933).
- 13 сентября — Борис Владимирович Блинов, советский актёр театра и кино, заслуженный артист РСФСР (1935).
- 9 октября — Андре Антуан, французский режиссёр театра и кино, теоретик театра.
- 24 октября — Елена Зинина, украинская актриса и певица, сопрано.
- 5 ноября — Аспазия (Эльза Розенберг), латышская поэтесса и драматург.